# كريس يانسن
كريس يانسن هو سياسي هولندي، ولد في 27 أكتوبر 1966 في بوسوم في هولندا. نشط حزبياً في حزب من أجل الحرية. وقد انتخب عضو مجلس نواب هولندا ‏ (27 نوفمبر 2019 – ).